# Sander Arends
Sander Arends (ur. 9 sierpnia 1991 w Leeuwarden) – holenderski tenisista.

## Kariera tenisowa
Zawodowym tenisistą Arends jest od 2012 roku.
Startuje głównie w konkurencji gry podwójnej, wielokrotnie wygrywając imprezy ATP Challenger Tour.
W zawodach rangi ATP Tour w grze podwójnej wygrał cztery turnieje spośród siedmiu osiągniętych finałów.
W rankingu gry pojedynczej Arends najwyżej był na 1057. miejscu (12 stycznia 2015), a w klasyfikacji gry podwójnej na 41. pozycji (21 kwietnia 2025).

### Finały w turniejach ATP Tour
| Legenda                                      |
| -------------------------------------------- |
| Wielki Szlem                                 |
| Igrzyska olimpijskie                         |
| Tennis Masters Cup / ATP Finals              |
| ATP Masters Series / ATP Tour Masters 1000   |
| ATP International Series Gold / ATP Tour 500 |
| ATP International Series / ATP Tour 250      |

#### Gra podwójna (4–3)
| Końcowy wynik | Nr | Data             | Turniej   | Nawierzchnia  | Partner          | Przeciwnicy                           | Wynik finału      |
| ------------- | -- | ---------------- | --------- | ------------- | ---------------- | ------------------------------------- | ----------------- |
| Finalista     | 1. | 23 lipca 2017    | Båstad    | Ceglana       | Matwé Middelkoop | Julian Knowle Philipp Petzschner      | 2:6, 6:3, 7–10    |
| Finalista     | 2. | 30 czerwca 2018  | Antalya   | Trawiasta     | Matwé Middelkoop | Marcelo Demoliner Santiago González   | 5:7, 7:6(6), 8–10 |
| Finalista     | 3. | 14 marca 2021    | Marsylia  | Twarda (hala) | David Pel        | Lloyd Glasspool Harri Heliövaara      | 5:7, 6:7(4)       |
| Zwycięzca     | 1. | 18 lipca 2021    | Båstad    | Ceglana       | David Pel        | Andre Begemann Albano Olivetti        | 6:4, 6:2          |
| Zwycięzca     | 2. | 9 listopada 2024 | Metz      | Twarda (hala) | Luke Johnson     | Pierre-Hugues Herbert Albano Olivetti | 6:4, 3:6, 10–3    |
| Zwycięzca     | 3. | 5 stycznia 2025  | Hongkong  | Twarda        | Luke Johnson     | Karen Chaczanow Andriej Rublow        | 7:5, 4:6, 10–7    |
| Zwycięzca     | 4. | 20 kwietnia 2025 | Barcelona | Ceglana       | Luke Johnson     | Joe Salisbury Neal Skupski            | 6:3, 6:7(1), 10–6 |